# Le Suchet, Aigle
Le Suchet är en kulle i Schweiz. Den ligger i distriktet Aigle och kantonen Vaud, i den sydvästra delen av landet, 80 km söder om huvudstaden Bern. Toppen på Le Suchet är 1 285 meter över havet.